# Trofeo Melinda
Trofeo Melinda - Val di Non var ett italienskt endagslopp i landsvägscykling som hölls i Trentino-Alto Adige med start i Malè och mål i Fondo. Loppet skapades 1992, som ersättning i kalendern (men 500 km längre norrut) för det året innan nerlagda Giro dell'Umbria. När UCI Europe Tour instiftades inkluderades loppet klassificerat som 1.1. 1994, 2013 och 2014 gällde Trofeo Melinda även som italienskt mästerskap. 2015 inkluderades det som en etapp i det närbelägna Giro del Trentino.

## Podieplaceringar
| År   | Vinnare              | Tvåa                 | Trea                 |
| 1992 | Maurizio Fondriest   | Gianni Bugno         | Vjatjeslav Jekimov   |
| 1993 | Stefano della Santa  | Mauro Gianetti       | Wladimir Belli       |
| 1994 | Massimo Podenzana    | Francesco Casagrande | Gianni Faresin       |
| 1995 | Pascal Richard       | Felice Puttini       | Gianni Faresin       |
| 1996 | Andrea Tafi          | Massimo Podenzana    | Filippo Casagrande   |
| 1997 | Michele Bartoli      | Wladimir Belli       | Stefano Checchin     |
| 1998 | Rodolfo Ongarato     | Alessandro Baronti   | Dario Frigo          |
| 1999 | Mauro Gianetti       | Carlo Finco          | Andrea Ferrigato     |
| 2000 | Gorazd Stangelj      | Michele Bartoli      | Oscar Mason          |
| 2001 | Francesco Casagrande | Gianni Faresin       | Patrice Halgand      |
| 2002 | Laurent Dufaux       | Francesco Casagrande | Davide Rebellin      |
| 2003 | Francesco Casagrande | Davide Rebellin      | Danilo Di Luca       |
| 2004 | Davide Rebellin      | Paolo Tiralongo      | Dario Frigo          |
| 2005 | Damiano Cunego       | Stefano Garzelli     | Luca Mazzanti        |
| 2006 | Stefano Garzelli     | Giovanni Visconti    | Santo Anzà           |
| 2007 | Santo Anzà           | Luca Mazzanti        | Volodymyr Zagorodnij |
| 2008 | Leonardo Bertagnolli | Stefano Garzelli     | Mauro Finetto        |
| 2009 | Giovanni Visconti    | Stefano Garzelli     | Miguel Ángel Rubiano |
| 2010 | Vincenzo Nibali      | Vladislav Borisov    | Giovanni Visconti    |
| 2011 | Davide Rebellin      | Miguel Ángel Rubiano | Domenico Pozzovivo   |
| 2012 | Carlos Betancur      | Moreno Moser         | Giampaolo Caruso     |
| 2013 | Ivan Santaromita     | Michele Scarponi     | Davide Rebellin      |
| 2014 | Vincenzo Nibali      | Davide Formolo       | Matteo Rabottini     |